# Luis Carlos Garrido Castañeda
Carlos Garrido Castañeda (Santiago, Región Metropolitana, Chile, 16 de noviembre de 1954) fue un futbolista chileno. Jugó de lateral izquierdo y volante, en el Club Ferroviarios.

## Trayectoria
Sus inicios fueron en las categorías formativas de Universidad Católica, club que dejó por problemas de sus horarios escolares que colapsaron con los correspondiente a aquellos de entrenamiento.
Se trasladó a las cadetes de Universidad de Chile en Segunda Infantil, desarrollando trayectoria formativa y competitiva hasta la categoría juvenil.  Entre sus recuerdos más apreciados registra la obtención, en calidad invicta, de los campeonatos de segunda y primera infantil vistiendo los colores del “Ballet Azul”.
El año 1972 se integra al Club Ferroviarios debutando en el profesionalismo, en la Primera B, jugando como lateral izquierdo contra Coquimbo Unido en el Estadio Santa Laura.
Formó parte del equipo “tiznado” en la Primera B, que el año 1972 obtuvo el subcampeonato y en 1974 el tercer lugar en la “Liguilla Final del Ascenso”, para retirarse en 1975.
Continuó su carrera deportiva compitiendo, exitosamente, en la “Liga Bancaria” defendiendo la divisa de su institución laboral.

## Estadísticas

### Clubes
| Club         | País  | Año       |
| ------------ | ----- | --------- |
| Ferroviarios | Chile | 1972-1975 |